# Пензин, Яков Ефимович
Яков Ефимович Пензин (1905, Пензенская губерния — 1972, Москва) — советский учёный и государственный деятель, лауреат Сталинской премии.

## Биография
Из крестьян Пензенской губернии. Член партии с 1927 г.
Получил высшее агрономическое образование. С конца 1920-х годов работал в Ташкенте на Центральной селекционной станции Всесоюзного института хлопководства (ЦСС СоюзНИХИ), затем с 1935 до 1939 года — на Дагестанской хлопковой селекционной станции в Хасавюрте. Участвовал в селекционной работе по выведению скороспелых сортов хлопчатника.
С августа 1939 по декабрь 1940 г. нарком земледелия Дагестанской АССР. Затем — заместитель председателя Совета Народных Комиссаров ДАССР.
С 11 февраля 1943 по 1945 г. заместитель наркома земледелия СССР. В 1945—1947 гг. заместитель наркома (министра) технических культур СССР.
С 1947 г. член Бюро по сельскому хозяйству при Совете Министров CCCP по проверке исполнения решений правительства по сельскому хозяйству, с июля 1948 г. заместитель председателя Бюро по сельскому хозяйству и заготовкам при СМ СССР. С ноября 1952 г. заместитель заведующего сельскохозяйственным отделом ЦК КПСС.
Похоронен на Новодевичьем кладбище, 7 участок.

## Сочинения
- Краткий отчет по опытам с хлопчатником на Северном Кавказе и в Крыму за сезон 1929 года [Текст] / Агр. Я. Е. Пензин ; ГХК-НКЗ-СССР. — Ташкент : НИХИ, 1930. — 37 с. : ил.; 25 см. — (Научно-исслед. ин-т по хлопководству и хлопковой промышленности. Серия научная; Вып. 16).
- Результаты опытов с хлопчатником на Кубани в 1930 году [Текст] / Я. Е. Пензин ; НКЗ — СССР — Новхлопком. Науч.-исл. хлопковый ин-т по новым районам. Центр. опыт. поле. — [Симферополь] : Крым. гос. изд-во, [1931] (1-я гостиполит. Крымполиграфтреста). — 1 т.; 22х15 см. Вып. 1 [Текст]. — [1931]. — 47 с. : ил.

## Награды и звания
- Сталинская премия 3 степени (1951 год, в составе авторского коллектива) — за выведение сорта хлопчатника 611-Б.
- Орден Ленина (10.09.1945)
- Орден Трудового Красного Знамени (14.02.1957)
- кандидат сельскохозяйственных наук

## Семья
Жена — Пензина Тамара Андреевна, урожд. Морозова (1910—1981), библиотекарь. Сын — Пензин Дмитрий Яковлевич (1935—2003) — банковский деятель, чрезвычайный и полномочный посланник 2-го класса, в 1982—1987 гг. председатель правления Московского народного банка в Лондоне.